# تجمع بدو سقم (غيل باوزير)

تعديل مصدري - تعديل

تجمع بدو سقم هي إحدى قرى عزلة غيل باوزير بمديرية غيل باوزير التابعة لمحافظة حضرموت، بلغ تعداد سكانها 25 نسمة حسب تعداد اليمن لعام 2004.